# ام‌وی هبرید
ام‌وی هبرید (به انگلیسی: MV Hebrides) یک کشتی است که طول آن 99m می‌باشد. این کشتی در سال ۲۰۰۰ ساخته شد.